# Pingvinerne fra Madagascar (film)
Pingvinerne fra Madagascar (eng: Penguins of Madagascar) er en amerikansk tegnefilm fra 2014.
Det er en spin-offfilm i Madagascar-filmserien, der startede med Madagascar (2005), og den blev fulgt op med tegnefilmserien Pingvinerne fra Madagascar 2015.